# دیل بانتون
دیل بانتون (انگلیسی: Dale Banton؛ زادهٔ ۱۵ مهٔ ۱۹۶۱) بازیکن فوتبال اهل بریتانیا است.
از باشگاه‌هایی که در آن بازی کرده‌است می‌توان به باشگاه فوتبال یورک سیتی، باشگاه فوتبال گریمزبی تاون، باشگاه فوتبال والسال، و باشگاه فوتبال وستهام یونایتد اشاره کرد.